# Онежский район
Оне́жский райо́н — административно-территориальная единица (район) и муниципальное образование (муниципальный район) в составе Архангельской области Российской Федерации.
Административный центр — город Онега, который является городом областного значения, не входящим в район, но является составной частью одноимённого муниципального района.

## География
Онежский район находится в северо-западной части Архангельской области, занимая восточную часть побережья Онежской губы Белого моря. На северо-востоке район граничит с Приморским районом, на юге и юго-востоке с Плесецким районом, на западе с республикой Карелия. Большинство рек района (Онега, Унежма, Нименьга, Тамица, Кушерека, Кянда, Пекельница, Сывтуга, Нижняя Рочева, Верхняя Тёлза и др.) относится к бассейну Северного Ледовитого океана, а Илекса с притоками — к бассейну Атлантического океана. В акватории Онежской губы к Онежскому району относятся острова: Хедостров, Онцевы острова, Лех-Луда, Пулонец, Лесная Осинка, Тонкая Осинка, Няпа, Большой Кайнец, Баклан, Пурлуда, острова Шоглы и Кий-остров. Крупнейшие озёра: Кожозеро, Монастырское, Солозеро, Андозеро, Нельмозеро, Лузское. В юго-западной части района находится Водлозерский национальный парк, в южной — Кожозерский заказник.
Онежский район приравнен к районам Крайнего Севера, а также входит в состав Арктической зоны Российской Федерации.

## История
Район образован в июле 1929 года из Кяндской волости, Онежской волости и Поморской волости Онежского уезда, ликвидированного 14 января 1929 года. С января 1929 по июль 1930 года территория района входила в состав Архангельского округа Северного края. 10 февраля 1931 года в состав Онежского района вошёл Пушлахотский сельсовет Приморского района. В 1931 году к 19 сельсоветам Онежского района присоединили 11 сельсоветов упразднённого Чекуевского района.
17 декабря 1940 года из части территорий Онежского (побережье Белого моря от Тамицы до Пушлахты) и Приморского районов образован Беломорский район. 30 сентября 1958 года Беломорский район был упразднён, территории Кяндского, Лямецкого, Нижмозерского, Пурнемского и Тамицкого сельсоветов вернулись в состав Онежского района.
1 февраля 1963 года Онежский район был упразднён. Мудьюжский, Прилукский, Усть-Кожский, Хачельский и Чекуевский сельсоветы вошли в состав Плесецкого сельского района. Рабочие посёлки Кодино, Малошуйка и Мудьюга — в состав Плесецкого промышленного района. Онега была городом областного подчинения и не входила в состав районов. 12 января 1965 года Плесецкий промышленный и Плесецкий сельский районы были упразднены. Рабочие посёлки Кодино, Малошуйка и Мудьюга и сельсоветы: Мудьюжский, Посадный, Прилукский, Усть-Кожский, Хачельский и Чекуевский, вошли в состав вновь образованного Онежского района.
Решением облисполкома от 12.09.1979 года в состав Плесецкого района включён Ярнемский сельсовет Онежского района. В 1992 году в Онежском районе было 94 сельских населённых пункта, три рабочих посёлка: Кодино, Малошуйка, Мудьюга, которые располагались на территории одиннадцати сельских советов: Верхнеозерского, Кокоринского, Нименьгского, Посадного, Прилукского, Пурнемского, Сулозерского, Тамицкого, Усть-Кожского, Хачельского и Чекуевского.
В 2006 году был образован Онежский муниципальный район, в составе которого были созданы восемь поселений.
18 февраля 2010 года решением 7 сессии Собрания депутатов четвёртого созыва № 28 утвержден герб Онежского района.

## Население
| 2002    | 2006    | 2009    | 2010    | 2011    | 2012    | 2013    | 2014    | 2015    |
| ------- | ------- | ------- | ------- | ------- | ------- | ------- | ------- | ------- |
| 16 791  | ↗38 586 | ↘37 507 | ↘35 376 | ↘35 252 | ↘34 403 | ↘33 623 | ↘32 968 | ↘32 272 |
| 2016    | 2017    | 2018    | 2019    | 2020    | 2021    | 2023    |         |         |
| ↘31 456 | ↘30 762 | ↘30 057 | ↘29 590 | ↘29 031 | ↘24 922 | ↘24 068 |         |         |

| Адм. район | 7619 |

Более чем двукратный рост населения между 2002 и 2006 годами отражает включение в 2004 году райцентра города Онеги, в котором в 2002 году было 23 430 жителей, в состав Онежского района.

### Урбанизация
В городских условиях проживают 76,41 % населения муниципального района (город Онега и пгт Малошуйка) и 8,07 % населения административного района (пгт Малошуйка) .
Гендерный состав
Количество мужчин и женщин в районе на 2010 год составляло соответственно 16 621 (47,0 %) и 18 755 (53,0 %).

### Национальный состав
По итогам переписи населения 2020 года проживали следующие национальности (национальности менее 0,1 % и другое, см. в сноске к строке «Другие»):
| Национальность | Численность, чел. | Доля     |
| -------------- | ----------------- | -------- |
| Русские        | 23 628            | 94,81 %  |
| Украинцы       | 174               | 0,70 %   |
| Поморы         | 123               | 0,49 %   |
| Белорусы       | 58                | 0,23 %   |
| Татары         | 52                | 0,21 %   |
| Азербайджанцы  | 29                | 0,12 %   |
| Другие         | 858               | 3,44 %   |
| Итого          | 24 922            | 100,00 % |

## Административное деление
В Онежский район как административно-территориальную единицу области входит 1 посёлок городского типа (в границах которого было образовано одноимённое городское поселение), а также 13 сельсоветов (в границах которых были образованы сельские поселения): Нименьгский сельсовет (в границах которого одноимённое Нименьгское сельское поселение); Сулозерский сельсовет (в границах которого образовано Золотухское сельское поселение); Кодинский и Мудьюжский сельсоветы (в границах которых образовано Кодинское сельское поселение); Тамицкий, Пурнемский и Верхнеозерский сельсоветы (в границах которых образовано Покровское сельское поселение); Кокоринский и Усть-Кожский сельсоветы (в границах которых образовано Порожское сельское поселение); Чекуевский, Хачельский, Прилукский и Посадный сельсоветы (в границах которых образовано Чекуевское сельское поселение); при этом город Онега является городом областного значения, не входящим в административный район, но в рамках муниципального устройства город входит в муниципальный район, образуя городское поселение в его составе.
В Онежский муниципальный район входит 8 муниципальных образований, в том числе 2 городских поселения и 6 сельских поселений.
| №        | Муниципальное образование | Административный центр    | Количество населённых пунктов | Население (чел.) | Площадь (км²) |
| -------- | ------------------------- | ------------------------- | ----------------------------- | ---------------- | ------------- |
| 1e-06    | Городские поселения       |                           |                               |                  |               |
| 1        | Малошуйское               | рабочий посёлок Малошуйка | 5                             | ↘2091            | 806,66        |
| 2        | Онежское                  | город Онега               | 1                             | ↘16 449          | 164,40        |
| 2.000002 | Сельские поселения        |                           |                               |                  |               |
| 3        | Золотухское               | посёлок Золотуха          | 4                             | ↘449             | 499,81        |
| 4        | Кодинское                 | посёлок Кодино            | 8                             | ↘1332            | 2573,71       |
| 5        | Нименьгское               | посёлок Нименьга          | 8                             | ↘612             | 1176,61       |
| 6        | Покровское                | деревня Покровское        | 8                             | ↘1034            | 3429,24       |
| 7        | Порожское                 | село Порог                | 20                            | ↘664             | 1085,16       |
| 8        | Чекуевское                | деревня Анциферовский Бор | 47                            | ↘1437            | 2153,07       |

### Населённые пункты
В Онежском районе 101 населённый пункт.
| №   | Населённый пункт               | Тип                     | Население | Муниципальное образование |
| --- | ------------------------------ | ----------------------- | --------- | ------------------------- |
| 1   | Абрамовская                    | деревня                 | ↗251      | Малошуйское               |
| 2   | Амосовская                     | деревня                 | ↗33       | Порожское                 |
| 3   | Анда (Анда-Кирпичная)          | посёлок                 | ↗53       | Порожское                 |
| 4   | Андозеро                       | деревня                 | ↗8        | Порожское                 |
| 5   | Анциферовская                  | деревня                 | ↗1        | Чекуевское                |
| 6   | Анциферовский Бор              | деревня                 | ↘518      | Чекуевское                |
| 7   | Большая Фёхтальма              | деревня                 | ↗62       | Чекуевское                |
| 8   | Большое Шарково                | деревня                 | ↗6        | Чекуевское                |
| 9   | Большой Бор                    | деревня                 | ↘299      | Чекуевское                |
| 10  | Букоборы                       | деревня                 | →0        | Чекуевское                |
| 11  | Вазенцы                        | деревня                 | ↘23       | Чекуевское                |
| 12  | Ватега                         | посёлок                 | ↗40       | Порожское                 |
| 13  | Великосельская                 | деревня                 | #Н/Д      | Чекуевское                |
| 14  | Верхнеозёрский                 | посёлок                 | ↗386      | Покровское                |
| 15  | Верховье                       | деревня                 | ↘41       | Чекуевское                |
| 16  | Воймозеро                      | деревня                 | ↘2        | Чекуевское                |
| 17  | Вонгуда                        | деревня                 | ↗157      | Порожское                 |
| 18  | Вонгуда                        | железнодорожная станция | ↗94       | Порожское                 |
| 19  | Ворзогоры                      | деревня                 | ↗116      | Нименьгское               |
| 20  | Глазаниха                      | посёлок                 | ↗443      | Кодинское                 |
| 21  | Грибаниха                      | железнодорожный разъезд | →0        | Порожское                 |
| 22  | Грибановская                   | деревня                 | ↘3        | Порожское                 |
| 23  | Грихново                       | деревня                 | →2        | Чекуевское                |
| 24  | железнодорожный разъезд 243 км | железнодорожный разъезд | ↘7        | Порожское                 |
| 25  | железнодорожный разъезд 315 км | железнодорожный разъезд | →0        | Кодинское                 |
| 26  | Залесье                        | деревня                 | →40       | Чекуевское                |
| 27  | Затезье                        | деревня                 | ↗26       | Чекуевское                |
| 28  | Золотуха                       | посёлок                 | ↘419      | Золотухское               |
| 29  | Каменное                       | деревня                 | ↘0        | Порожское                 |
| 30  | Канзапельда                    | деревня                 | ↘0        | Чекуевское                |
| 31  | Карамино                       | деревня                 | ↘0        | Порожское                 |
| 32  | Карбатово                      | деревня                 | →2        | Чекуевское                |
| 33  | Каска                          | деревня                 | ↗154      | Чекуевское                |
| 34  | Клещево                        | деревня                 | ↗169      | Чекуевское                |
| 35  | Ковкула                        | посёлок                 | ↗413      | Чекуевское                |
| 36  | Кодино                         | посёлок                 | ↘1469     | Кодинское                 |
| 37  | Копыловка                      | деревня                 | →24       | Чекуевское                |
| 38  | Корельское                     | деревня                 | ↘1        | Порожское                 |
| 39  | Косторучей                     | железнодорожный разъезд | →0        | Кодинское                 |
| 40  | Кутованга                      | деревня                 | ↗96       | Чекуевское                |
| 41  | Куша                           | посёлок                 | ↗261      | Золотухское               |
| 42  | Кушерека                       | деревня                 | ↗10       | Малошуйское               |
| 43  | Кялованга                      | деревня                 | ↘1        | Чекуевское                |
| 44  | Кянда                          | деревня                 | ↗158      | Покровское                |
| 45  | Лямца                          | деревня                 | ↘98       | Покровское                |
| 46  | Макарьино                      | деревня                 | →0        | Порожское                 |
| 47  | Малая Фёхтальма                | деревня                 | →7        | Чекуевское                |
| 48  | Малое Шарково                  | деревня                 | ↗12       | Чекуевское                |
| 49  | Маложма                        | посёлок                 | ↗472      | Покровское                |
| 50  | Малошуйка                      | рабочий посёлок         | ↘1942     | Малошуйское               |
| 51  | Медведево                      | деревня                 | →0        | Чекуевское                |
| 52  | Медведевская                   | деревня                 | ↘8        | Порожское                 |
| 53  | Мондино                        | деревня                 | →0        | Чекуевское                |
| 54  | Мудьюга                        | посёлок                 | ↗584      | Кодинское                 |
| 55  | Наволок                        | деревня                 | ↗14       | Чекуевское                |
| 56  | Наумовская                     | деревня                 | ↗12       | Порожское                 |
| 57  | Нёрмуша                        | деревня                 | ↘38       | Чекуевское                |
| 58  | Нижмозеро                      | деревня                 | ↘9        | Покровское                |
| 59  | Нименьга                       | деревня                 | ↗17       | Нименьгское               |
| 60  | Нименьга                       | железнодорожная станция | ↗59       | Нименьгское               |
| 61  | Нименьга                       | посёлок                 | ↗689      | Нименьгское               |
| 62  | Онега                          | город                   | ↘16 449   | Онежское                  |
| 63  | Павловская                     | деревня                 | ↗25       | Порожское                 |
| 64  | Павловский Бор                 | деревня                 | ↘41       | Чекуевское                |
| 65  | Пачепельда                     | деревня                 | ↘8        | Чекуевское                |
| 66  | Пертема                        | деревня                 | →2        | Чекуевское                |
| 67  | Пияла                          | деревня                 | ↗54       | Чекуевское                |
| 68  | Покровское                     | посёлок                 | ↗746      | Покровское                |
| 69  | Поле                           | деревня                 | ↘74       | Чекуевское                |
| 70  | Поньга                         | железнодорожная станция | ↗119      | Нименьгское               |
| 71  | Порог                          | село                    | ↗564      | Порожское                 |
| 72  | Посад                          | деревня                 | ↗142      | Чекуевское                |
| 73  | Прилуки                        | деревня                 | →103      | Чекуевское                |
| 74  | Прошково                       | деревня                 | ↗128      | Чекуевское                |
| 75  | Пурнема                        | село                    | ↗195      | Покровское                |
| 76  | Пянтино                        | деревня                 | →14       | Чекуевское                |
| 77  | Рименьга                       | железнодорожный разъезд | →0        | Кодинское                 |
| 78  | Сельский Бор                   | деревня                 | ↘31       | Чекуевское                |
| 79  | Семёновская                    | деревня                 | ↗2        | Порожское                 |
| 80  | Сулозеро                       | железнодорожная станция | ↘3        | Золотухское               |
| 81  | Сухая Вычера                   | посёлок                 | →0        | Кодинское                 |
| 82  | Сырья                          | деревня                 | →25       | Чекуевское                |
| 83  | Таборы                         | деревня                 | ↘31       | Чекуевское                |
| 84  | Тамица                         | село                    | ↗309      | Покровское                |
| 85  | Тесовка                        | железнодорожный разъезд | →0        | Кодинское                 |
| 86  | Унежма                         | деревня                 | →0        | Малошуйское               |
| 87  | Унежма                         | посёлок                 | ↗342      | Золотухское               |
| 88  | Усолье                         | деревня                 | →2        | Чекуевское                |
| 89  | Усть-Кожа                      | деревня                 | ↘361      | Порожское                 |
| 90  | Филява                         | деревня                 | ↗5        | Чекуевское                |
| 91  | Хачела                         | деревня                 | ↗111      | Чекуевское                |
| 92  | Хаяла                          | деревня                 | ↘1        | Чекуевское                |
| 93  | Целягино                       | деревня                 | ↘14       | Чекуевское                |
| 94  | Чекуево                        | село                    | ↘2        | Чекуевское                |
| 95  | Чешьюга                        | деревня                 | ↗24       | Чекуевское                |
| 96  | Чижиково                       | деревня                 | ↗23       | Порожское                 |
| 97  | Шаста                          | посёлок                 | ↗382      | Нименьгское               |
| 98  | Шастинский                     | разъезд                 | →0        | Нименьгское               |
| 99  | Шомокша                        | посёлок                 | ↘325      | Чекуевское                |
| 100 | Шунданец                       | железнодорожный разъезд | →0        | Малошуйское               |
| 101 | Юдмозеро                       | деревня                 | →0        | Нименьгское               |

## Герб и флаг
Герб Онежского муниципального района
Согласно решению собрания депутатов № 28 от 18.02.10 «О гербе Онежского муниципального района», муниципальный герб имеет следующее геральдическое описание: «В лазоревом поле под зелёной волнистой главой, имеющей дважды просеченную серебряно-лазорево-серебряную широкую кайму — сёмга того же металла в пояс».
Символика муниципального герба обосновывается таким образом: «Сёмга указывает на то, что промысел сёмги занимал важное место в экономике района, и подчеркивает непрерывную связь многих поколений онежан. Волнистые серебряные пояса и голубое поле символизируют важность водных ресурсов — реки Онеги и Белого моря в жизни района. Зелёный цвет — символ природы, здоровья, молодости, жизненного роста аллегорически показывает лесные массивы, расположенные на территории района и ставшие основой лесной и деревообрабатывающей отраслей промышленности.
Серебро — символ чистоты, совершенства, мира и взаимопонимания.
Голубой цвет — символ чести, благородства, духовности; бескрайнего неба и водных просторов».
Флаг Онежского муниципального района
Согласно решению собрания депутатов № 29 от 18.02.10 «О флаге Онежского муниципального района»,
флаг представляет собой «прямоугольное полотнище с отношением ширины к длине 2:3, состоящее из пяти горизонтальных полос, разделённых волнистыми линиями: зелёной, белой, голубой, белой и голубой (габаритная ширина крайних полос: верхней — 1/5, нижней — 2/3 ширины полотнища; ширина каждой узкой полосы — 1/20 ширины полотнища». «Флаг разработан на основе герба Онежского муниципального района».

## Достопримечательности
- На Викискладе есть медиафайлы по теме Объекты культурного наследия в Онежском районе

Побережье Белого моря
- Крестный монастырь на Кий-острове близ города Онега. Основан в 1656 году патриархом Никоном. Крестовоздвиженский собор (1660 год), Надкладезная церковь Происхождения Честных Древ Животворящего Креста (1660 год) с пристроенным хозяйственно-келейным корпусом (около 1715 года), церковь Рождества Богородицы (1689 год), монастырские корпуса и фрагменты ограды. (63°59′53″ с. ш. 37°53′23″ в. д.HGЯO).
- Храмовый комплекс в селе Пурнема. Деревянные шатровая Никольская церковь (1618 год) и Рождественская церковь (1860 год). (64°22′32″ с. ш. 37°25′22″ в. д.HGЯO). Фотографии комплекса Архивная копия от 29 сентября 2013 на Wayback Machine.
- Храмовый комплекс в селе Ворзогоры. Деревянные Никольская церковь (1636 год, завершение утеряно), пятиглавая Введенская церковь (1793 год); колокольня (XVII—XVIII века, закончена в 1862 году). (63°53′20″ с. ш. 37°40′08″ в. д.HGЯO). Фотографии комплекса.
- Храмовый комплекс в деревне Абрамовская (возле села Малошуйка). Деревянные шатровая Никольская церковь (1638 год), пятиглавая Сретенская церковь (1878 год), колокольня (1807 год). (63°44′42″ с. ш. 37°24′38″ в. д.HGЯO). Фотографии комплекса Архивная копия от 15 октября 2011 на Wayback Machine.
- Деревянная пятиглавая двухэтажная Преображенская церковь (1878 год) с деревянной колокольней в деревне Нименьга (8 км к северу от станции Нименьга). (63°46′31″ с. ш. 37°40′12″ в. д.HGЯO). Фотографии комплекса Архивная копия от 15 октября 2011 на Wayback Machine.

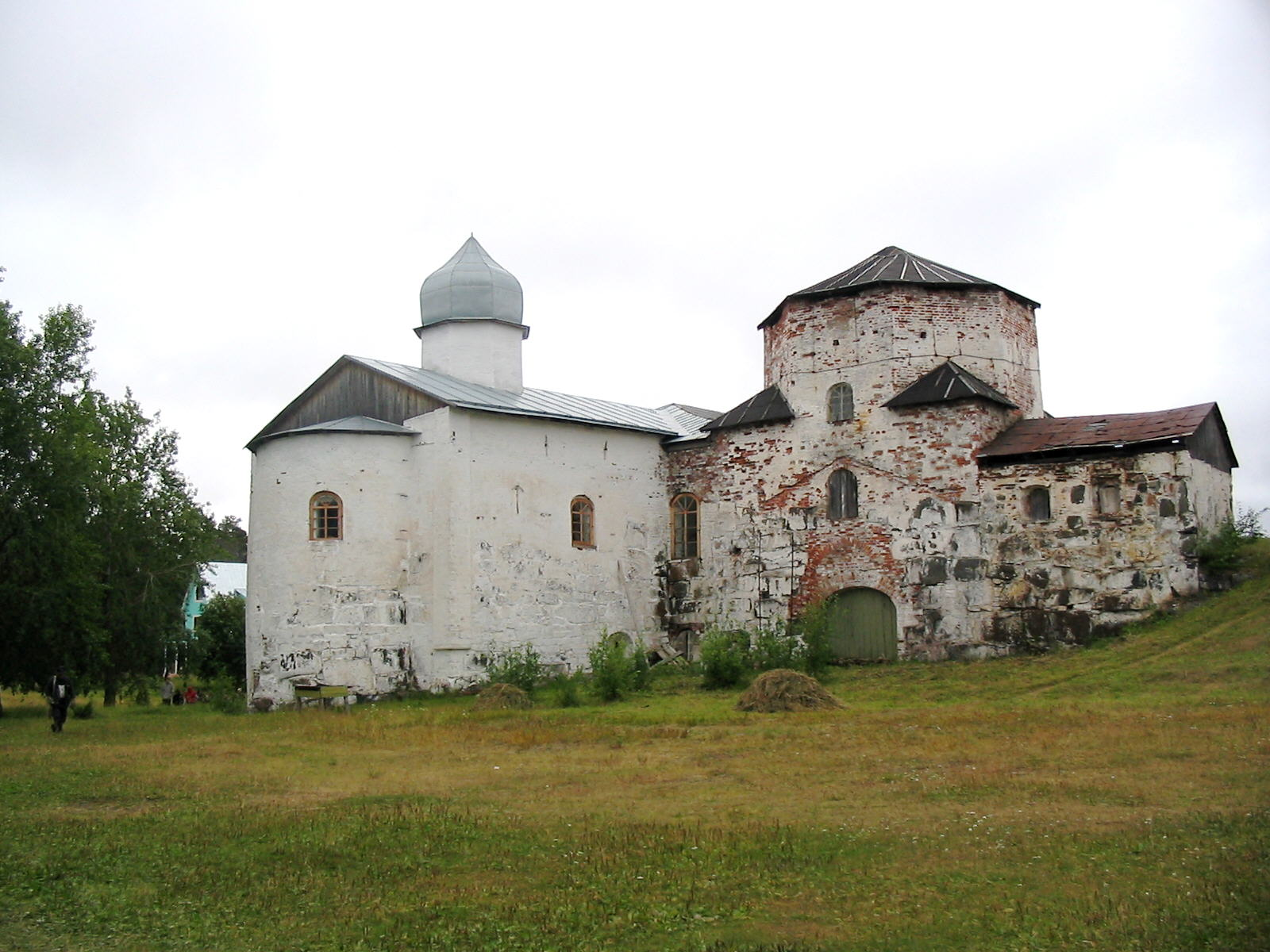
Церковь Рождества Богородицы на Кий-острове
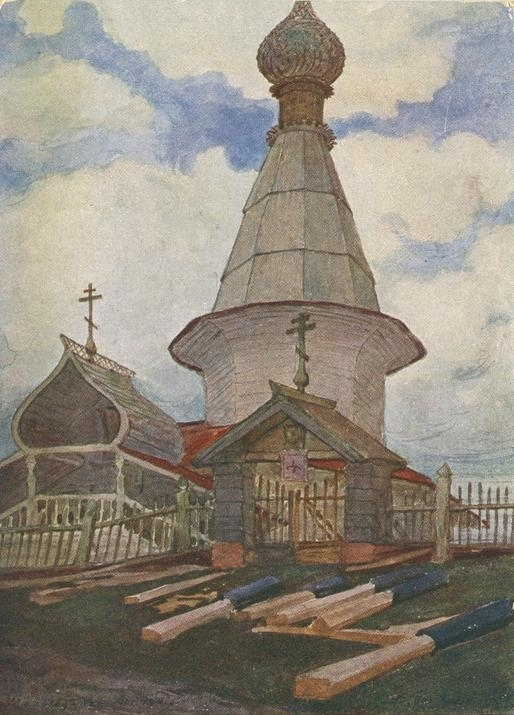
Никольская церковь в Абрамовской

По реке Онеге и её притокам
- Деревянная многоглавая кубоватая Владимирская церковь (1757 год) в селе По́дпорожье (Жеребцова Гора). Село нежилое, расположено напротив обитаемой деревни Камениха. (63°48′52″ с. ш. 38°19′20″ в. д.HGЯO). Фотографии церкви.
- Деревянная шатровая Вознесенская церковь (1654 год) и колокольня в селе Пияла (63°26′00″ с. ш. 39°04′20″ в. д.HGЯO). Самая высокая из сохранившихся в России деревянных церквей. Фотографии церкви. Архивная копия от 29 сентября 2013 на Wayback Machine
- Деревянная Георгиевская часовня (1779 год) в деревне Нёрмуша. (63°06′10″ с. ш. 39°16′43″ в. д.HGЯO). Фотографии часовни:  Архивная копия от 22 декабря 2015 на Wayback Machine  Архивная копия от 22 декабря 2015 на Wayback Machine.
- Храмовый комплекс в селе Турча́сово (Посад). Деревянная кубоватая многоглавая Преображенская церковь и колокольня (1786 год). (63°06′40″ с. ш. 39°14′26″ в. д.HGЯO). Фотографии комплекса Архивная копия от 22 декабря 2015 на Wayback Machine.
- Деревянная Богоявленская церковь (кубоватая, с пристроенной колокольней, 1853 год) в деревне Поле. (63°37′45″ с. ш. 39°14′46″ в. д.HGЯO). Фотографии церкви Архивная копия от 22 декабря 2015 на Wayback Machine.
- Храмовый комплекс в д. Большой Бор (деревянные Ильинская и Георгиевская церкви) (63°36′48″ с. ш. 39°06′54″ в. д.HGЯO)
- Кожеозерский монастырь (63°09′25″ с. ш. 38°04′51″ в. д.HGЯO)
- Кирилло-Сырьинский Успенский монастырь (63°38′34″ с. ш. 39°06′50″ в. д.HGЯO)

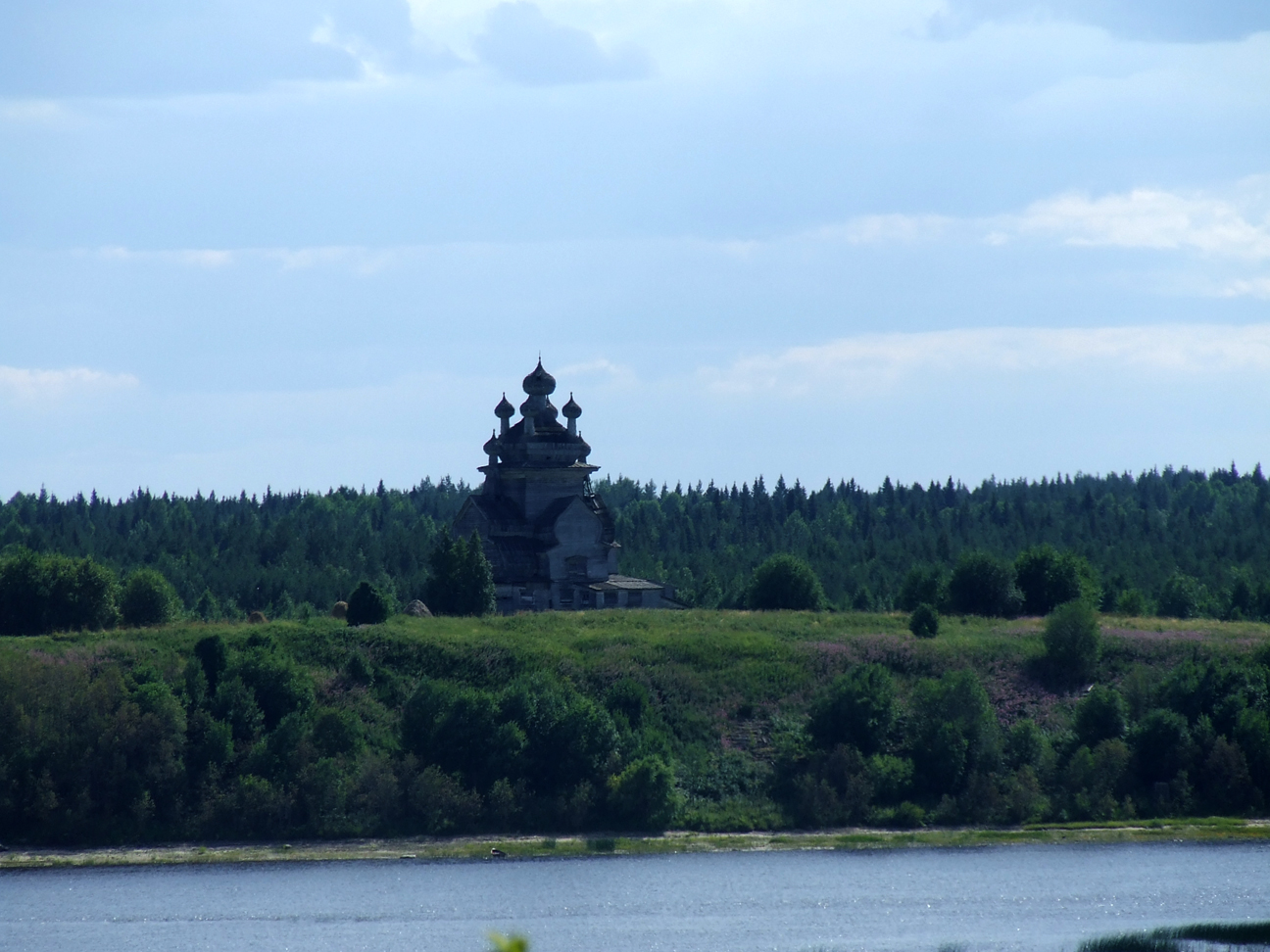
Владимирская церковь в Подпорожье
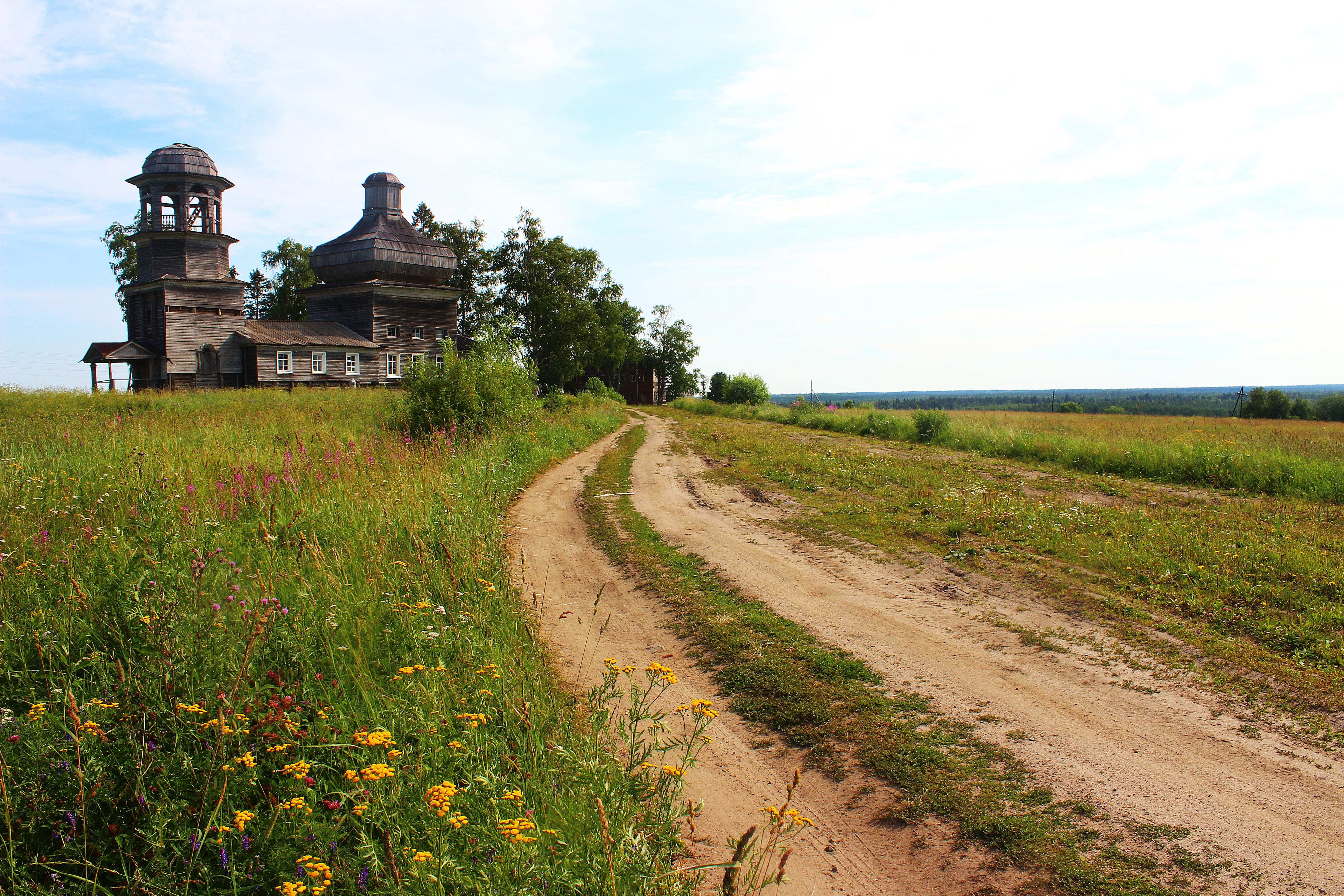
Церковь Богоявления Господня в Поле
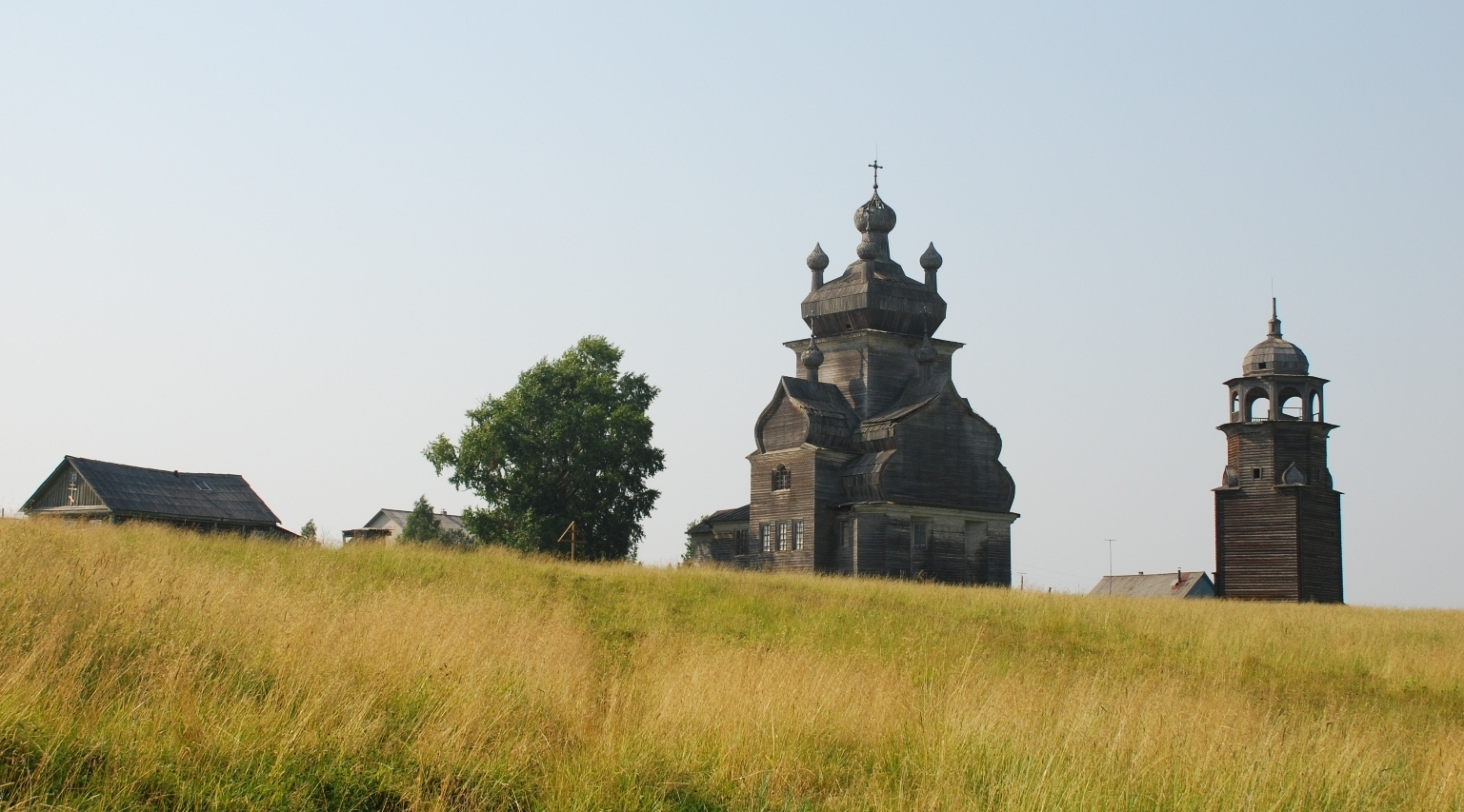
Храмовый комплекс в селе Турчасово (Посад)
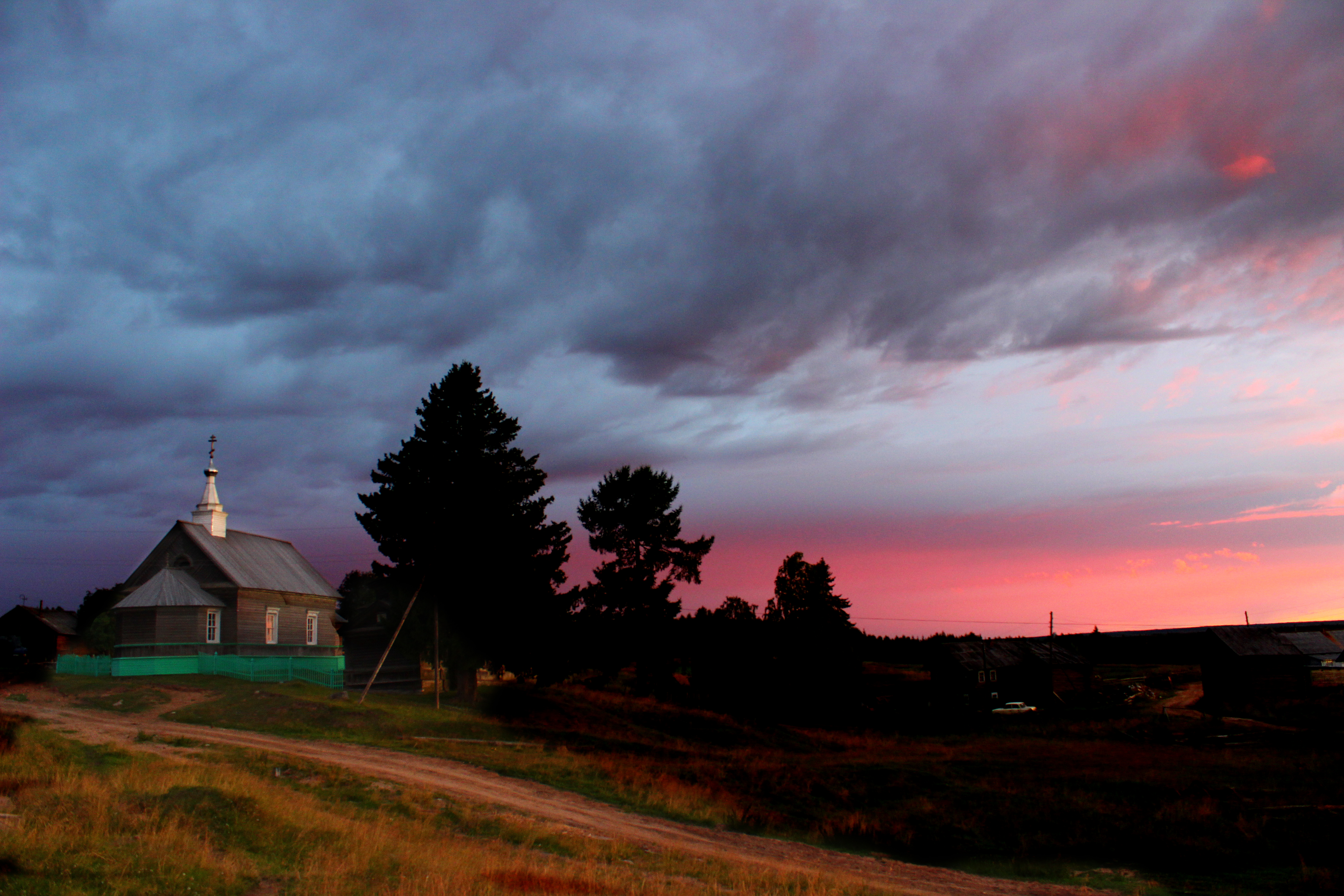
Ильинская церковь в д. Большой Бор
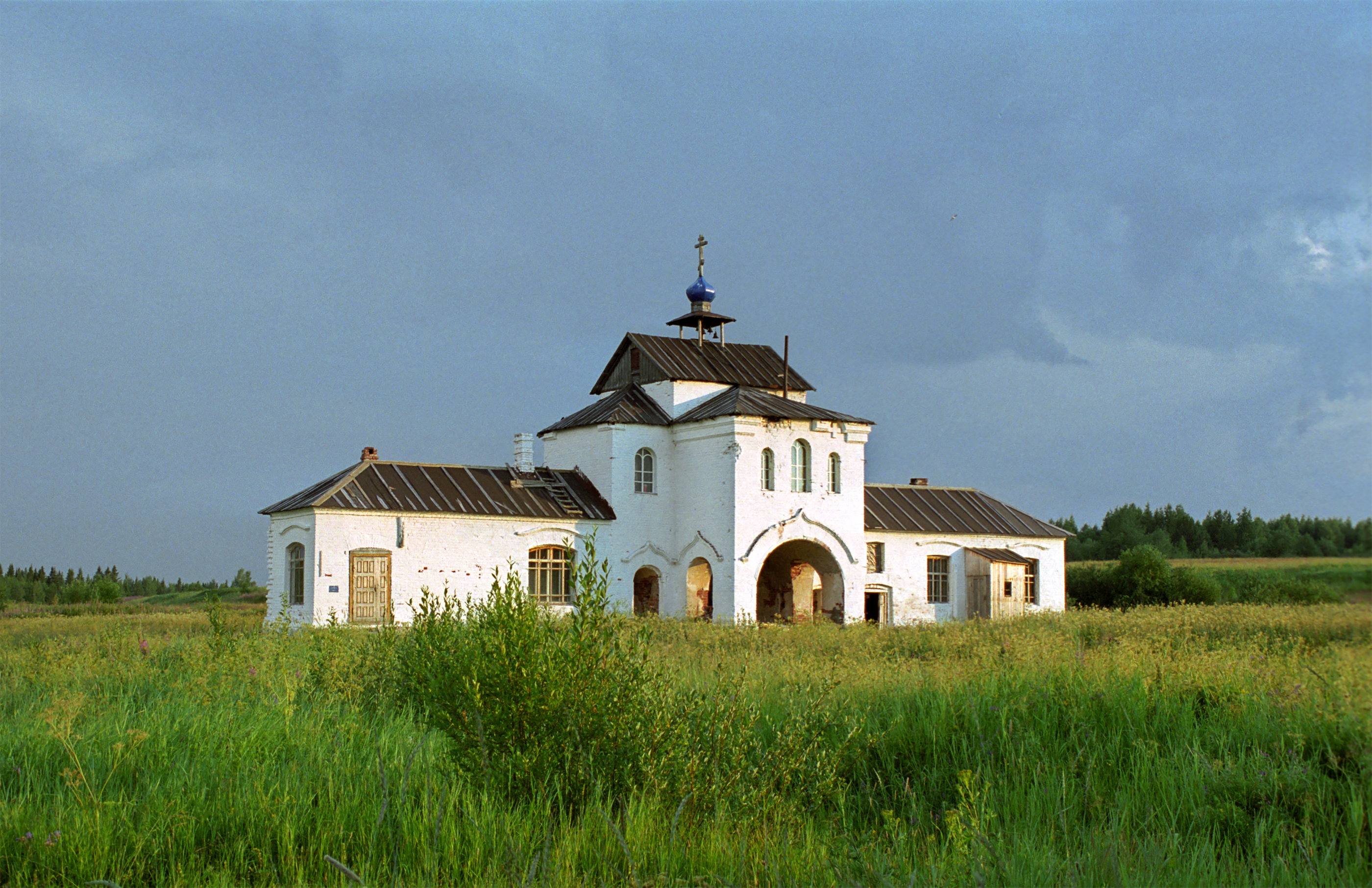
Кожеозерский монастырь, Надвратная церковь Тихвинской иконы Божией матери
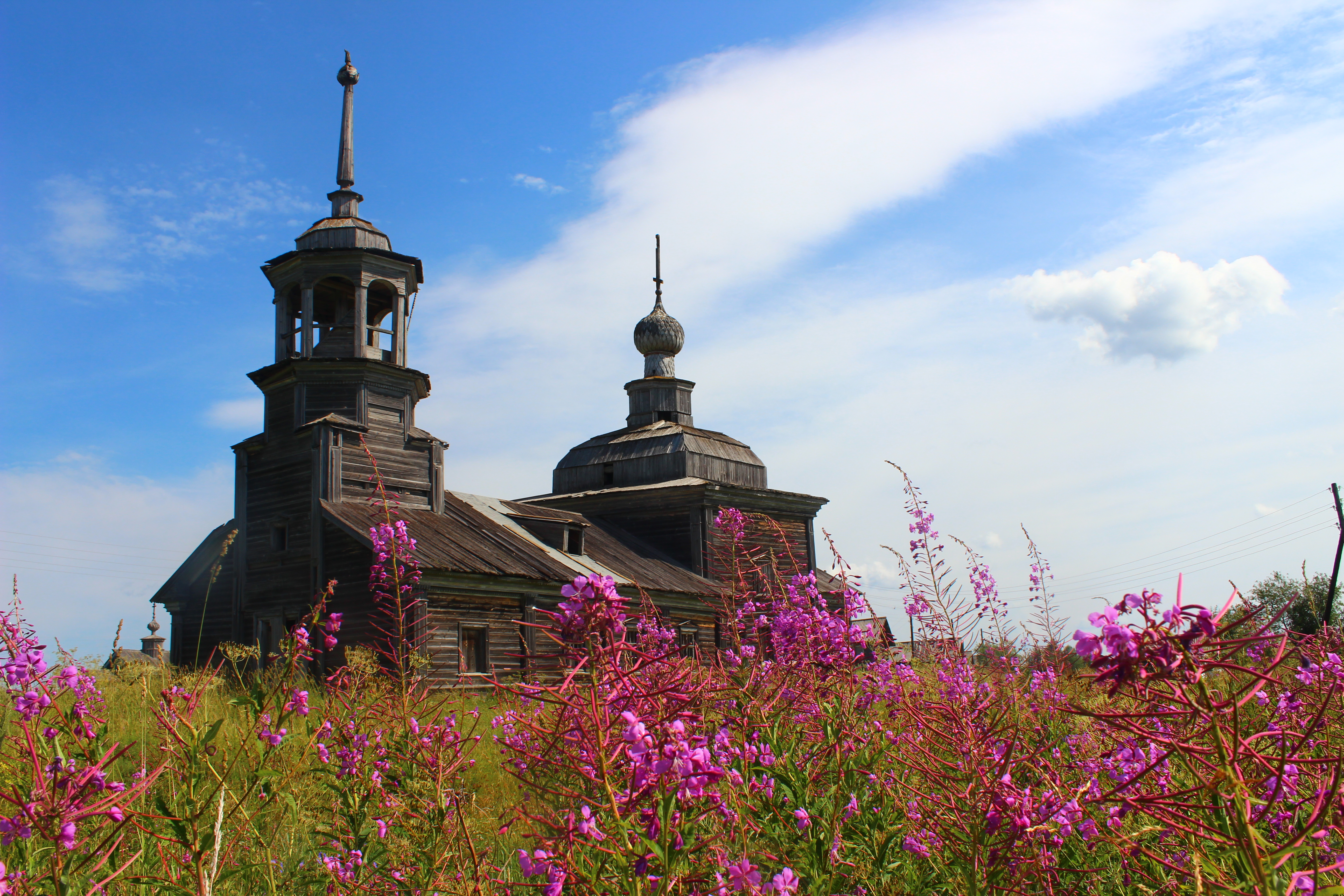
Сырьинский монастырь, деревянная Никольская церковь (1867)